# Diplacrum pygmaeum
Diplacrum pygmaeum är en halvgräsart som först beskrevs av Robert Brown, och fick sitt nu gällande namn av Christian Gottfried Daniel Nees von Esenbeck och Johann Otto Boeckeler. Diplacrum pygmaeum ingår i släktet Diplacrum och familjen halvgräs. Inga underarter finns listade i Catalogue of Life.